# Cắt ngực màu rượu vang
Cắt ngực màu rượu vang (danh pháp hai phần: Accipiter rhodogaster) là một loài chim thuộc chi accipiter trong họ Ưng. Nó là loài đặc hữu của Indonesia. Môi trường sống tự nhiên của nó là rừng đất thấp ẩm nhiệt đới hoặc cận nhiệt đới, rừng ngập mặn cận nhiệt đới hoặc nhiệt đới, rừng núi cận nhiệt đới hoặc nhiệt đới ẩm.